# جوجل سكوير
جوجل سكوير كان جوجل سكوير منتجًا لاستخراج المعلومات والعلاقة من جوجل تم الإعلان عنه في 12 مايو 2009 استجابة لإطلاق Wolfram Alpha وتم إطلاقه في Google Labs في 3 يونيو 2009. كجزء من الإلغاء التدريجي لـ Google Labs ، تم إغلاق جوجل سكوير في 5 سبتمبر 2011
تم تطوير سكوير في مكتب جوجل في نيويورك. كان هذا أول جهد كبير من قبل شركة جوجل لفهم المعلومات على الويب وتقديمها بطرق جديدة.
استخرج جوجل سكوير البيانات المنظمة من جميع أنحاء الويب وقدم نتائجه في تنسيق يشبه جدول البيانات. عرض كل استعلام بحث جدولاً لنتائج البحث يحتوي على مجموعة أعمدة خاصة به - سمات عامة مرتبطة بموضوع البحث. وصفت ناثانيا جونسون من Search Engine Watch مربع سكوير بأنه «من المحتمل جدًا.. أحد إنجازات شركة جوجل المهمة». جوجل سكوير هو أيضًا الاسم المستخدم في دورة التسويق الرقمي عبر الإنترنت التي طورتها شركة جوجل مع شركائها 